# Franciszek Trąbalski

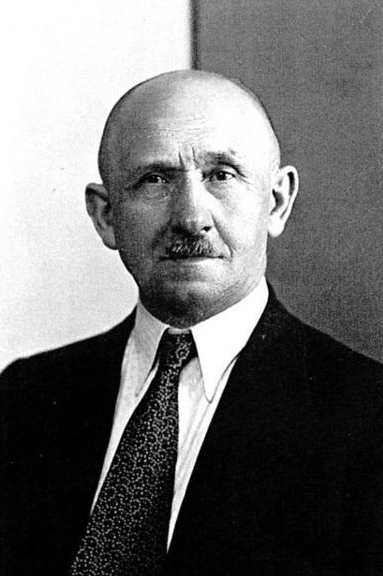
Porträt Franziscek Trąbalski

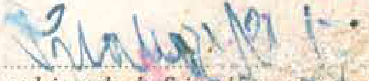
Franciszek Trąbalskis Unterschrift am 4. Februar 1947 als Präsident

Franciszek Trąbalski (* 10. Oktober 1870 in Czempiń, Königreich Preußen; † 26. Juli 1964 in Zabrze) war ein polnischer sozialistischer Politiker (PPS, PZPR).

## Leben
Franciszek Trąbalski, genannt Franz, war mit Maria, geborene Mackowiak, verheiratet. Er ist der Vater von Stanislaw Trabalski und der Großvater von Karl Trabalski. Sein Grab befindet sich auf dem Friedhof der Pfarrei St. Joseph in Zabrze, dem früheren Hindenburg in Oberschlesien. Ein ganz besonders freundschaftliches Verhältnis hatte Franz immer zu Richard Lipinski, den er in Leipzig kennengelernt hatte. Dieses wurde auch dadurch gefestigt, dass ihre Kinder, Lipinskis Tochter Margarete und Trabalskis Sohn Stanislaw Trabalski, 1921 heirateten.

### Ausbildung
Trąbalski besuchte das deutsche Gymnasium in Śrem, dort bestand er die Reifeprüfung. Nach der Schule trat er an der höheren Handelsschule ein Studium an. Um dieses finanzieren zu können, arbeitete er im kaufmännischen Bereich und erteilte Nachhilfeunterricht. Zeitgleich erlernte er den „ordentlichen Beruf“ eines Schuhmachers.

### Beruf
Ende 1888 eröffnete er, um den Lebensunterhalt für seine Familie bestreiten zu können, eine Schuhmacherei in Leipzig. Die Schumacher-Innung, die über den Zuzug eines Polen keinesfalls erfreut war, erzwang die Schließung seiner Werkstatt. Nun arbeitete er in den Kellerräumen seines Hauses in der Poniatowskistraße.
Neben seinen politischen Aufgaben arbeitete Trąbalski nebenberuflich in der Zeit von 1894 bis 1896 als Lehrer an polnischen Kleinschulen in Leipzig. Nach der Geburt seines Sohnes Stanislaw nahm er eine Tätigkeit als städtischer Beamter auf. Ab 1899 veröffentlichte er in der von der SPD unterstützten Arbeiterzeitung, Gazeta Robotnicza, erste Artikel.

### Politische Anfänge
Bereits in frühester Jugend interessierte ihn Politik. Schon in jungen Jahren verteilte er Flugblätter, auf denen zum Widerstand gegen die preußische Germanisierungspolitik, gegen die gewaltsame Einführung der deutschen Sprache in Polen, in der nun preußischen Provinz aufgerufen wurde. Seine Bemühungen wurden unter anderem durch Rosa Luxemburg, Ludwik Waryński, Feliks Dzierżyński und Julian Balthasar Marchlewski unterstützt. Als ihm infolgedessen die Verhaftung drohte, floh der erst 18-Jährige aus seinem Geburtsort Czempiń, das damals Teil des Königreichs Preußen, später des Deutschen Reichs und ab 1920 Polens war, wegen seiner politischen Überzeugung, zuerst nach Berlin, später über Halle nach Leipzig. Trąbalski nahm Kontakt zu deutschen Sozialdemokraten auf; mit August Bebel, Johann Karl Pinkau, Georg Schöpflin und besonders zu Wilhelm Liebknecht pflegte er freundschaftliche Kontakte. Trąbalski trat noch im gleichen Jahr (1888) dem polnischen Gesangsverein in Leipzig bei, hinter welchem sich wegen des noch herrschenden Sozialisten-Gesetzes, eine illegale sozialistische Organisation verbarg. Da Trąbalski bis zur Aufhebung des Sozialistengesetzes Kurierdienste für den im benachbarten Borsdorf wohnenden Wilhelm Liebknecht übernahm, lernte er ebenfalls dessen Sohn Karl Liebknecht kennen. In dieser Organisation waren unter anderem ab 1900 auch Rosa Luxemburg, Hugo Haase als auch Lenin, welcher, wenn er in Leipzig weilte, bei Trabalski wohnte.
Unmittelbar nach dem Fall des Sozialistengesetzes trat Trąbalski am 1. Oktober 1890 der nun wieder legal agierenden SPD bei. Mit dem Beginn des Jahres 1891 wurde er zugleich Mitglied des kurz zuvor in Berlin gegründeten Bundes Polnischer Sozialisten (TSP). Im Jahr 1901 wurde er durch die Genossen veranlasst, nach Kattowitz in Oberschlesien, die Dreikaiserecke (Deutschland, Österreich-Ungarn und Russland) zu übersiedeln. Dort sollten Kontaktstellen aufgebaut werden, damit die Parteiarbeit für die PPS aktiviert werden konnte. Eine weitere solche Kontaktstelle baute er in Königsberg auf, in der für Flüchtlinge Geld, Pässe und anderes zur Verfügung gestellt wurde. Dieser Treffpunkt wurde durch den sogenannten „Königsberger Prozess“ bekannt, in dem Karl Liebknecht als Verteidiger Trabalskis auftrat. Trabalski war dort als Parteisekretär tätig.

## Politische Ämter

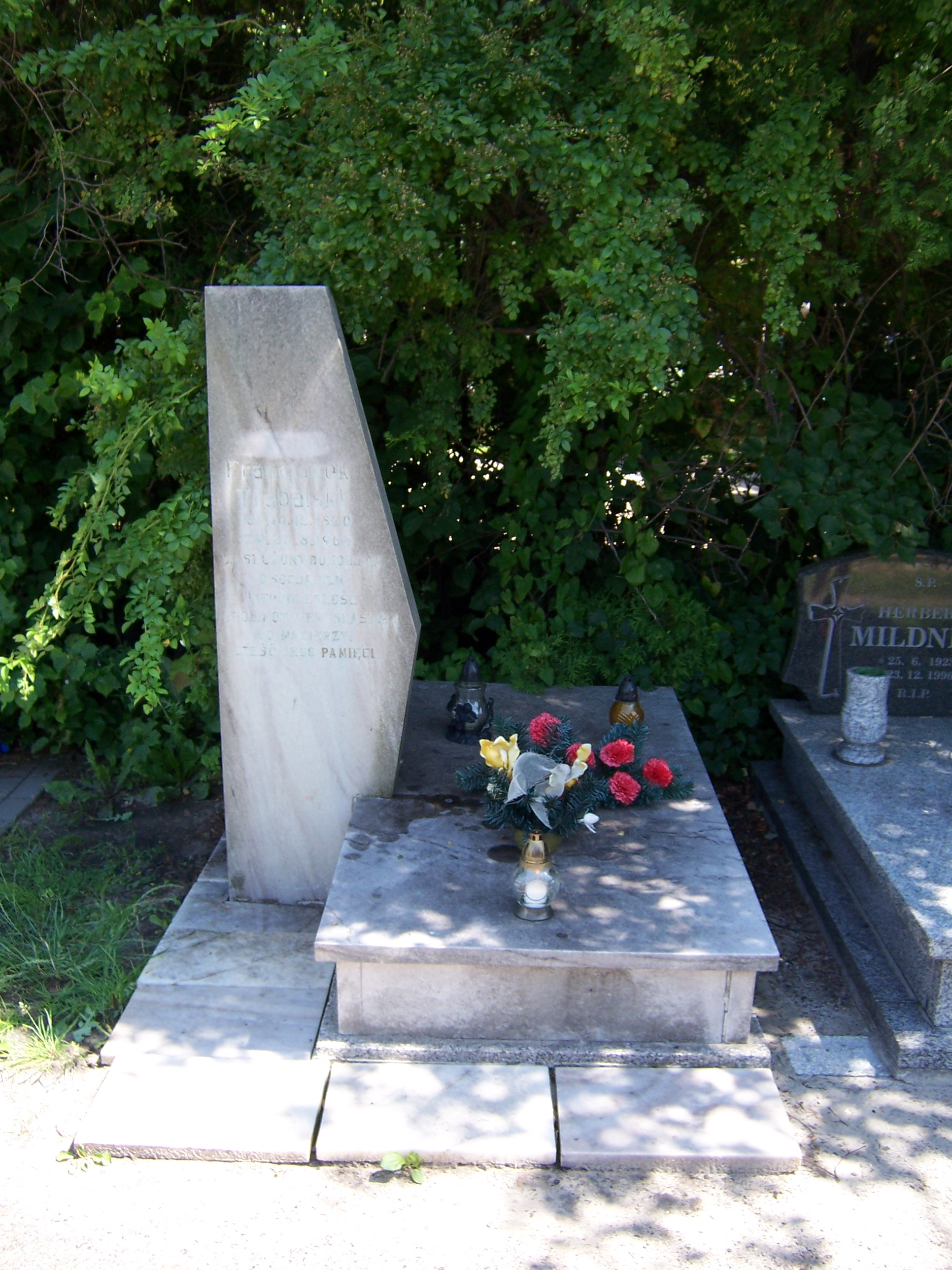
Grab von Trąbalski in Zabrze

Im Jahr 1893 wurde er Führer der polnischen Sozialisten in Leipzig. Im selben Jahr trat er der PPS bei. Von 1906 bis 1909 war er Sekretär im Parteivorstand im preußischen Teil Polens.
1922 bis 1939 diente Trąbalski als Führer aller polnischen Sozialisten in Deutschland. Darüber hinaus (1922–1937) war er Chefredakteur der Głos Ludu („Stimme des Volkes“) und Związkowiec („Gewerkschafter“). Nach dem Zweiten Weltkrieg wurde er einer der Führer der Polnischen Sozialistischen Partei (PPS) in Oberschlesien; von 1945 bis 1948 war er Mitglied der Parteiführung. Im März 1945 wurde Trąbalski Stellvertretender Oberbürgermeister im schlesischen Zabrze. Dieses Amt behielt er bis 1949. In der Zeit von 1947 bis 1952 war er Mitglied des Sejm und diente am Anfang der Legislaturperiode als Senior-Marschall (Alterspräsident). In dieser Funktion amtierte er am 4. Februar 1947 kurzzeitig als Präsident Polens. Nachdem die PPS und die durch die Sowjetunion unterstützte kommunistische Partei Polska Partia Robotnicza (PPR) 1948 vereint wurden, wurde er Mitglied der neuen Polnischen Vereinigten Arbeiterpartei.

## Ehrungen
In der polnischen Stadt Zabrze ist eine Straße nach ihm benannt, die Prezydenta Franciszka Trąbalskiego.

## Veröffentlichungen/Werke
Parallel zu seiner journalistischen, entwickelte sich seine schriftstellerische Tätigkeit. Er war Autor diverser Broschüren, in die er hauptsächlich zu geschichtlichen Themen schrieb. Bereits im Juni/Juli 1945 wurde eine Schrift von ihm über das Massaker von Katyn mit dem Titel Das barbarische Massaker von Katyn veröffentlicht.
Das Buch endet mit Satz: „Das polnische Volk soll diese Morde niemals vergessen, die ganze Welt darf sie nie vergessen. Die Morde an unschuldigen polnischen Offizieren, die die Russischen Tiere im Wald von Katyn begangen haben, auf Befehl der kommunistischen Regierung. Schande über sie.“
- Ein halbes Jahrhundert des Sozialismus im polnischen Schlesien. 1947